# Platynereis
Genre
Platynereis est un genre de vers annélides polychètes marins,.

## Liste d'espèces
Selon ITIS (29 nov. 2018) :
- Platynereis abnormis Horst, 1924
- Platynereis agassizi
- Platynereis australis
- Platynereis bicanaliculata (Baird, 1863)
- Platynereis coccinea (Chiaje, 1827)
- Platynereis dumerilii Audouin & Milne-Edwards, 1833
- Platynereis magalhaensis Kinberg, 1866
- Platynereis massiliensis (Moquin-tandon, 1869)
- Platynereis polyscalma
- Platynereis pulchella Gravier, 1901

L'espèce Platynereis dumerilii est très utilisée en biologie de l'évolution, principalement du fait de ses caractéristiques primitives, telles son œil simple.